# Grande crisi d'Oriente
La Grande crisi d'Oriente (o grande crisi orientale) del 1875-1878 iniziò nei territori dell'Impero ottomano della penisola balcanica nel 1875, con lo scoppio di diverse rivolte e guerre che portarono all'iniziale ingerenza delle potenze internazionali e al conclusivo Trattato di Berlino nel luglio 1878.
È anche chiamata in serbo-croato Velika istočna kriza; in turco: Şark Buhranı ("Crisi orientale", intesa come la crisi in generale), Ramazan Kararnamesi ("Decreto del Ramadan", denominazione relativa all'insolvenza sovrana dichiarata il 30 ottobre 1875) e 93 Harbi ("Guerra del 93", per vie delle guerre nella penisola balcanica tra il 1877-1878, riferendosi in particolare alla guerra russo-turca, dell'anno 1293 secondo il calendario islamico Rumi corrispondente all'anno 1877 del calendario gregoriano).

## Contesto

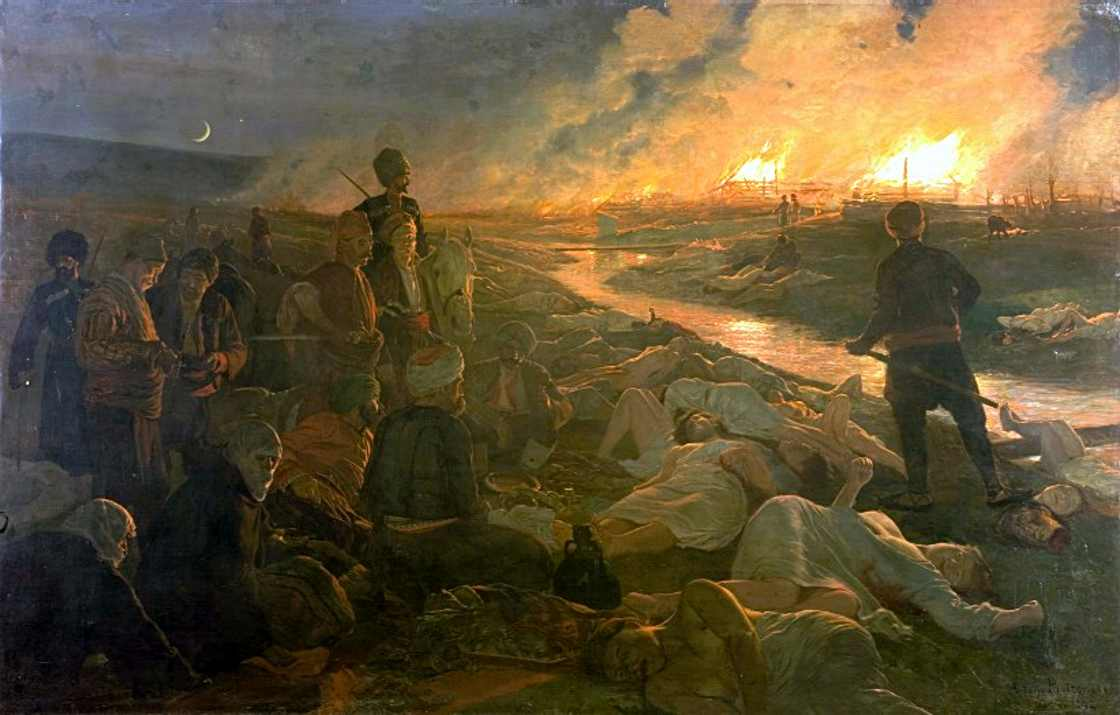
Il massacro di Batak compiuto dalle truppe irregolari ottomane in Bulgaria nel 1876.

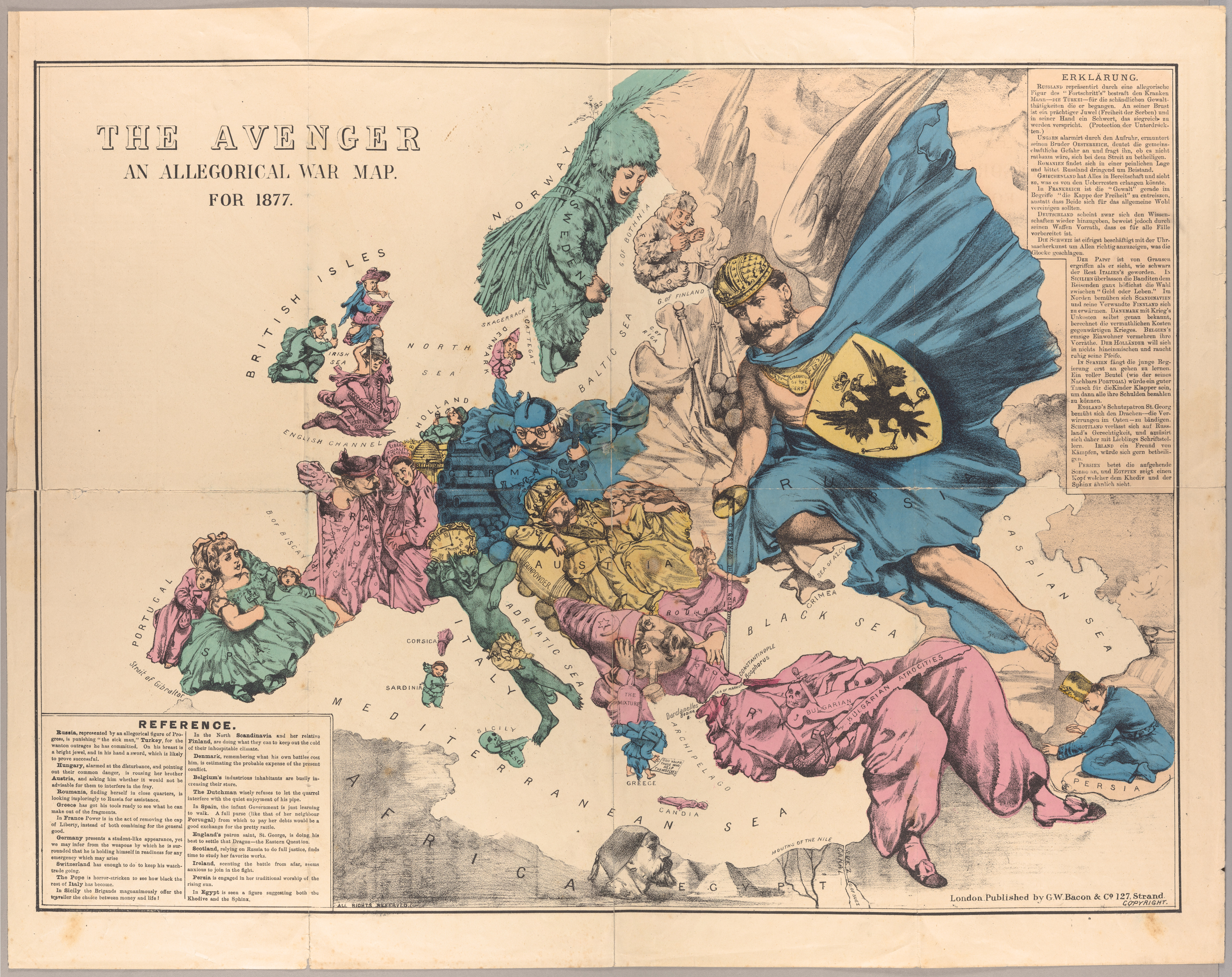
The Avenger: una mappa di guerra allegorica per il 1877 di Fred. W. Rose, 1872: questa mappa riflette la "Grande crisi orientale" e la successiva guerra russo-turca del 1877-1878.

Lo stato dell'amministrazione ottomana nei Balcani continuava a deteriorarsi per tutto il XIX secolo, con il governo centrale che occasionalmente perdeva il controllo su intere province. Le riforme imposte dalle potenze europee fecero poco per migliorare le condizioni della popolazione cristiana, e riuscirono allo stesso tempo a scontentare una parte consistente della popolazione musulmana. La Bosnia subì almeno due ondate di ribellioni da parte della popolazione musulmana locale, la più recente nel 1850. L'Austria si consolidò dopo le turbolenze della prima metà del secolo e cercò di rinvigorire la sua lunga politica espansionistica a spese dell'Impero ottomano. Nel frattempo, anche i principati nominalmente autonomi e de facto indipendenti di Serbia e Montenegro cercarono di espandersi nelle regioni abitate dai loro compatrioti. I sentimenti nazionalisti e irredentisti erano forti e furono incoraggiati dalla Russia e dai suoi agenti.

### Crisi economica ottomana e default
Il 24 agosto 1854, durante la guerra di Crimea, l'Impero ottomano prese i suoi primi prestiti esteri. L'impero entrò in ulteriori prestiti, in parte per finanziare la costruzione di ferrovie e linee telegrafiche, e in parte per finanziare i deficit tra le entrate e le spese sontuose della corte imperiale, come ad esempio la costruzione di nuovi palazzi sullo stretto del Bosforo a Costantinopoli. Alcuni commentatori finanziari hanno notato che i termini di questi prestiti erano eccezionalmente favorevoli alle banche britanniche e francesi (di proprietà della famiglia Rothschild) che li facilitarono, mentre altri hanno sottolineato che i termini riflettevano la volontà dell'amministrazione imperiale di rifinanziare costantemente i propri debiti. Durante il regno del sultano Abdül Aziz (r. 1861-1876), fu anche spesa una grande quantità di denaro per la costruzione di nuove navi per la marina ottomana. Nel 1875, la marina ottomana disponeva di 21 corazzate e 173 navi da guerra di altro tipo, che costituivano la terza flotta navale più grande del mondo dopo quelle delle marine britanniche e francesi. Tutte queste spese, tuttavia, misero a dura prova il tesoro ottomano. Nel frattempo, una grave siccità in Anatolia nel 1873 e le inondazioni nel 1874 provocarono carestie e malcontento diffuso nel cuore dell'Impero. La scarsità agricola precluse la riscossione delle tasse necessarie, che costrinse il governo ottomano a dichiarare un'insolvenza sovrana sui rimborsi dei prestiti esteri il 30 ottobre 1875 e ad aumentare le tasse in tutte le sue province, compresi i Balcani.

### Rivolte e guerre nei Balcani
La decisione di aumentare le tasse per pagare i debiti dell'Impero ottomano ai creditori stranieri provocò l'indignazione nelle province balcaniche, che culminò nella grande crisi orientale e infine nella guerra russo-turca (1877-1878) che fornì l'indipendenza o l'autonomia per le nazioni cristiane nei territori balcanici dell'Impero, con il successivo Trattato di Berlino del 1878. La guerra, tuttavia, fu disastrosa per l'economia ottomana già in difficoltà e nel 1881 fu istituita l'amministrazione del debito pubblico ottomano (OPDA) che diede il controllo delle entrate statali ottomane ai creditori stranieri. Ciò rese i creditori europei obbligazionisti e assegnò all'OPDA diritti speciali per la riscossione di vari tipi di entrate fiscali e doganali.

## Conseguenze
Dopo il Trattato di Berlino del 1878, l'Austria-Ungheria stazionò guarnigioni militari nel Vilayet ottomano di Bosnia e nel Sangiaccato ottomano di Novi Pazar, che formalmente (de jure) continuavano ad essere territori ottomani. Approfittando del caos che si verificò durante la Rivoluzione dei Giovani Turchi nel 1908, la Bulgaria dichiarò la sua indipendenza formale il 5 ottobre 1908. Il giorno seguente, l'Austria-Ungheria annesse unilateralmente la Bosnia il 6 ottobre 1908, ma ritirò le sue forze militari da Novi Pazar per raggiungere un compromesso con il governo ottomano ed evitare una guerra (l'impero ottomano perse in seguito il sangiaccato di Novi Pazar con le guerre balcaniche del 1912-1913).
Nel 1881, la Francia occupò il beilicato ottomano di Tunisia, con il pretesto che le truppe tunisine avevano attraversato il confine nella loro colonia dell'Algeria, anch'essa precedentemente appartenuta all'Impero ottomano fino al 1830. Un anno dopo, nel 1882, l'Impero britannico occupò il Chedivato ottomano d'Egitto, con il pretesto di fornire assistenza militare agli ottomani per reprimere la rivolta di 'Orabi (la Gran Bretagna in seguito dichiarò l'Egitto un protettorato britannico il 5 novembre 1914, in risposta alla decisione del governo ottomano di unirsi alla prima guerra mondiale a fianco degli Imperi centrali). Vale la pena notare che il governo ottomano aveva spesso dichiarato le entrate fiscali dall'Egitto come garanzia per l'assunzione di prestiti da banche britanniche e francesi. Il governo ottomano aveva precedentemente garantito Cipro alla Gran Bretagna nel 1878, in cambio del sostegno britannico al Congresso di Berlino dello stesso anno (Cipro fu poi annesso dalla Gran Bretagna il 5 novembre 1914, per lo stesso motivo sopra menzionato per quanto riguarda la partecipazione ottomana alla prima guerra mondiale). Ottenendo Cipro e l'Egitto, la Gran Bretagna ottenne un importante punto d'appoggio nel Mediterraneo orientale e il controllo sul Canale di Suez; la Francia, nel mentre, aumentò i suoi territori sulla costa mediterranea occidentale del Nord Africa aggiungendo la Tunisia al suo impero come protettorato francese.
Lo storico Maroš Melichárek ha scritto che la Grande crisi orientale non sarebbe potuta essere completamente risolta senza la Serbia.

## Cronologia della Grande crisi d'Oriente e delle sue conseguenze
- Rivolta serba nell'Erzegovina (1875-1877)
- Rivolta d'aprile (1876)
- Rivolta di Razlovci (1876)
- Il 28 giugno 1876, il Montenegro e la Serbia dichiararono guerra all'Impero ottomano.
- Guerre serbo-turche (1876-1878)
- Guerra turco-montenegrina (1876-1878)
- Prima era costituzionale (1876-1878)
- Conferenza di Costantinopoli (1876-1877)
- Guerra russo-turca (1877-1878)
  - Guerra d'indipendenza rumena
  - Amministrazione provvisoria russa in Bulgaria
  - Pace di Santo Stefano (1878)
- Espulsione degli albanesi 1877-1878
- Congresso di Berlino (1878)
- Rivolta di Kumanovo (1878)
- Rivolta greco-macedone (1878)
- Rivolta epirota del 1878
- Rivolta cretese (1878)
- Campagna austro-ungarica in Bosnia ed Erzegovina nel 1878
- Rivolta di Kresna-Razlog (1878)

### Trattati
- Accordo di Reichstadt
- Convenzione di Budapest del 1877
- Pace di Santo Stefano
- Convenzione di Cipro
- Trattato di Berlino (1878)

### Conseguenze
- Questione armena
- Lega di Prizren (1878)
  - Battaglie di Plav e Gusinje (1879-1880)
- Patto di Halepa (1878)
- Duplice alleanza (1879)
- Rivolta di 'Orabii (1879-1882)
- Rivolta di Brsjak (1880-1881)
- Conquista francese della Tunisia (1881)
- Alleanza austro-serba del 1881
- Convenzione di Costantinopoli (1881)
- Rivolta dell'Erzegovina (1882)
- Occupazione britannica dell'Egitto (1882)
- Alleanza austro-ungarica-tedesco-rumena (1883)
- Rivolta di Timok (1883)
- Crisi bulgara (1885-1888)